# C10H11N3O2
化学式C10H11N3O2（摩尔质量：205.217 g/mol）可以指：
- EZS-8，CAS号：144734-40-7
- IBC 293，CAS号：306935-41-1

|  | 这个同类索引页列出了具有相同分子式的化学物（即同分異構體）条目。 除非您是有意链接至本页，否则应将相应条目的内部链接指向正确的条目。 |